# 야마토 데쓰
야마토 데쓰(일본어: 大和 哲, 1978년 5월 30일 ~ )는 일본의 전 축구 선수이다.

## 구단 경력
과거 세레소 오사카에서 활동하였다.